# Aplonobia digitata
Aplonobia digitata är en spindeldjursart som beskrevs av Meyer 1974. Aplonobia digitata ingår i släktet Aplonobia och familjen Tetranychidae. Inga underarter finns listade i Catalogue of Life.